# León diakónus
León diakónus (Λέων ὀ Διάκονος, Léon ó Diákonosz, latinul: Leo Diaconus), (950 körül – 992 után) középkori bizánci történetíró.
Leónról mindössze annyit lehet tudni, hogy a bizánci császári udvarhoz tartozott, és elkísérte II. Baszileiosz bizánci császárt a bolgárok elleni egyik hadjáratába, és ekkor ki híján a bolgárok fogságába került.
Történeti műve a 959-től 975-ig terjedő rövid időt dolgozza fel részletesen. Leó tudatosan kapcsolódik a kora bizánci kor monográfiáihoz; beszédeket, leveleket illeszt beszámolójába, állhatatosan törekszik az objektivitásra. Nem befolyásolja uralkodóinak szempontjaː nyíltan meri bírálni Baszileiosz édesapját II. Rómanoszt, és elismeréssel ír az utána uralkodó – nem a Makedón-dinasztiába tartozó – Niképhorosz Póhaszról, illetve az ugyancsak külső családból jött, Baszileiosz kiskorúsága idején erőszakosan uralomra jutott Jóannész Tzimiszkészről.
León művének nyelvezetében is a korai bizánci írókat, Agathiasz és Theophülaktosz Szimokattész túldíszített, költői szavakban bővelkedő stílusát igyekezett utánozni – nem sok sikerrel. Nyelvezete inkább a Szentírás egyszerűbb stílusában való jártasságra vall. Mindamellett krónikájának egy-két csúcsponti helyén (pl. Niképhorosz meggyilkolásának leírásakor) képes a drámai feszültség teremtésére, megrendítő hatású leírásokra.